# サベイランス -監視-
『サベイランス -監視-』（サベイランス かんし、Antitrust、別題：Conspiracy.comまたはStartup）は、2001年のアメリカ合衆国のサスペンス映画。
監督はピーター・ハウイット、出演はライアン・フィリップとティム・ロビンスなど。
巨大ソフトウェア企業の陰謀に巻き込まれた天才プログラマーを描いている。

## ストーリー
スタンフォード大学卒の天才プログラマであるマイロ・ホフマン（ライアン・フィリップ）は、コンピュータ・ソフトウェア業界のトップ企業NURV （Never Underestimate Radical Vision）のCEOであるゲーリー・ウィンストン（ティム・ロビンス）から直々に声をかけられ、NURVに入社し、同社の社運をかけた新しいコミュニケーションシステム「シナプス」の開発に携わることになる。そんなある日、同じく天才プログラマとして知られていた親友テディ（イー・ジェー・ツァオ）が何者かに殺される。ふとしたことから、マイロはこの事件の裏にNURVが関わっていることに気付く。

## キャスト
※括弧内は日本語吹替
- マイロ・ホフマン: ライアン・フィリップ（宮本充）
- ゲーリー・ウィンストン: ティム・ロビンス（大塚芳忠）
- アリス・ポウルソン: クレア・フォーラニ（沢海陽子）
- リサ・カリガン: レイチェル・リー・クック（湯屋敦子）
- ボブ・シュロット: ダグラス・マクフェラン
- ラリー・バンクス: タイ・ルニャン（英語版）
- ブライアン・ビセル: ネイト・ドゥシュク（英語版）
- テディ・チン: イー・ジェー・ツァオ
- フィル・グライムズ: ネッド・ベラミー（広瀬正志）
- レドモンド: タイラー・ラビーン
- ライル・バートン: リチャード・ラウンドトゥリー

## 製作

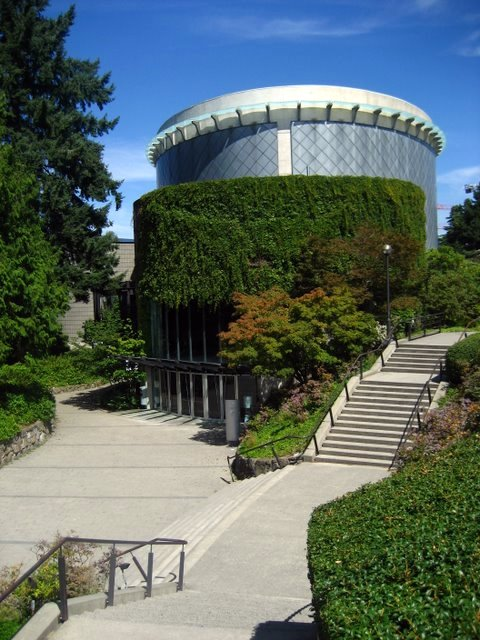
ロケ地であり、 NURV の本社の "The Egg"の元となったブリティッシュコロンビア大学のチャン舞台芸術センター

この映画の主な撮影場所はカリフォルニア州のほかに、カナダのブリティッシュコロンビア州にある都市バンクーバーも含まれる。
バンクーバーにあるスタンレーパークの敷地は、ゲーリー・ウィンストンの自宅の庭として撮影されたが、舗装された散歩道といった一部のものが撮影されただけで、ウィンストンの自宅自体はコンピュータグラフィックによって作られた架空のものである。
ウィンストンとホフマンが自宅の近くの海岸を散歩する場面は、ボウエンアイランドで撮影され、ここに出てきた家もコンピュータグラフィックによって作成されたものである。
キャサリン・ハードウィックはウィンストンの家の内装のデザインを担当した。
ウィンストンの家に飾られたデジタル絵画が出てくる場面では、現実に用いられているテクノロジーを参考に ブルーバックが用いられた。
ホフマンが漫画のキャラクター"Alien Kitty"として登場している場面は、フロイド・ヒューズがこの映画のために製作したものである。

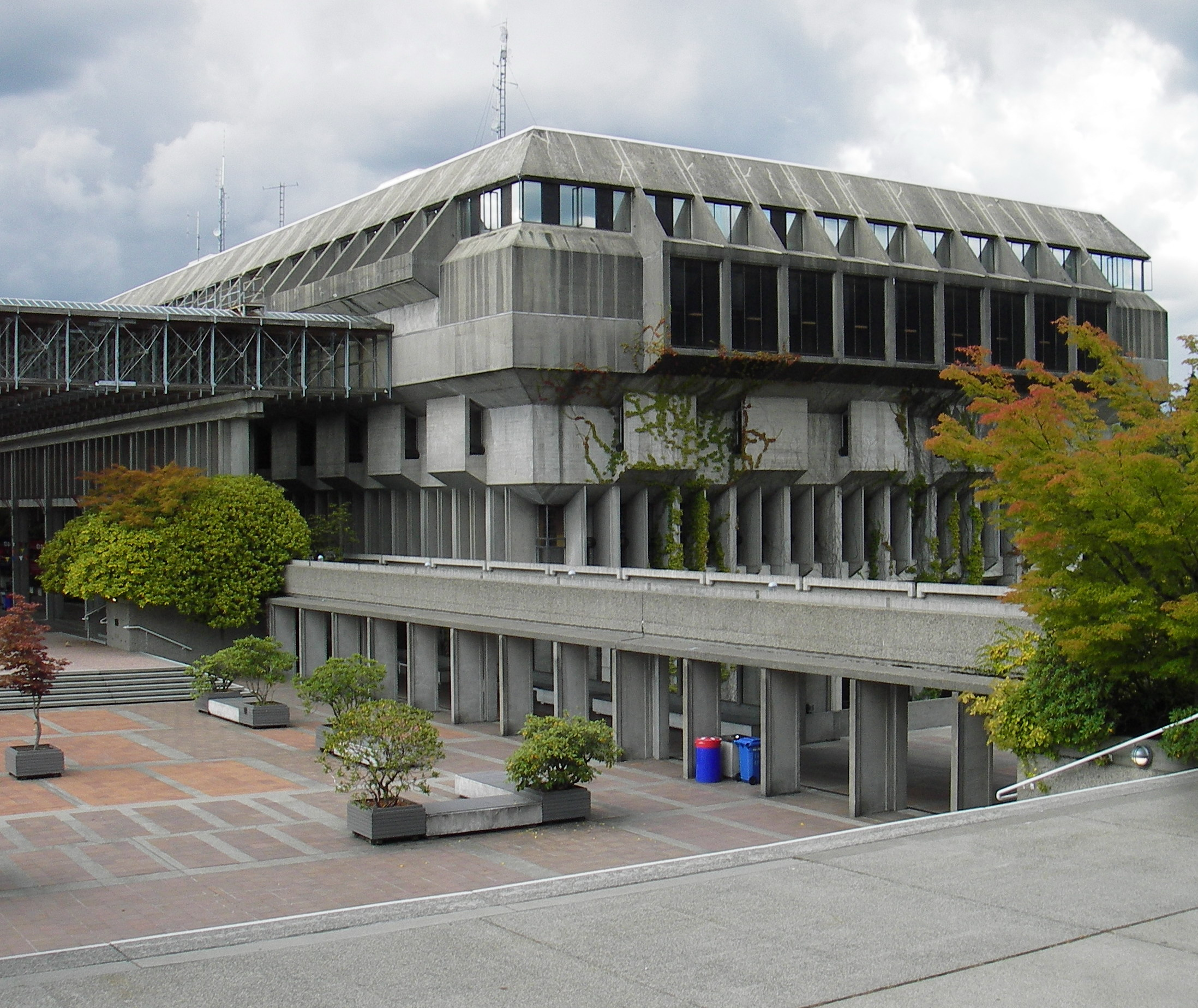
NURV本社の社屋として使用されたサイモンフレーザー大学

バーナビーにあるサイモンフレーザー大学のキャンパスはNURV本社の外観として撮影された。
ブリティッシュコロンビア大学にあるチャン舞台芸術センターは何度かこの映画の撮影の場所になっている。
たとえば大学のロビーは、NURVの社員食堂として撮影された。プロデューサーたちはAppleの本社敷地内にあるインフィニット・ループを訪れ、それを参考にしたという。

## 作品の評価
Rotten Tomatoesによれば、批評家の一致した見解は「使っているプロットの仕掛けが陳腐でバカバカしいため、このスリラーはサスペンス的というよりも予測可能なありきたりのものになっている。また、演技も悪い。」であり、106件の評論のうち高評価は24%にあたる25件のみで、平均点は10点満点中4.06点となっている。
Metacriticによれば、29件の評論のうち、高評価は2件、賛否混在は12件、低評価は15件で、平均点は100点満点中31点となっている。